# Héctor Milián
Héctor Milián Pérez (Pinar del Río, Kuba, 14. svibnja 1968.) je umirovljeni kubanski hrvač te bivši olimpijski, svjetski i kontinentalni prvak. Zbog svojih sportskih uspjeha, uvršten je u FILA-inu hrvačku kuću slavnih.

## Karijera
Tijekom svoje hrvačke karijere, Héctor Milián se natjecao u poluteškoj i teškoj kategoriji u grčko-rimskom stilu. Najuspješniji je bio na Panameričkim igrama gdje je bio četverostruki uzastopni prvak. Na Olimpijskim igrama nastupio je tri puta a najuspješnije bile su mu one u Barceloni gdje je osvojio zlato. Tada je pobijedio američkog protivnika Dennisa Koslowskog. Tu je ujedno bila i prva kubanska zlatna medalja na tim igrama.

## Vanjske poveznice
- Miliánov profil na Sports-reference.com  Arhivirana inačica izvorne stranice od 6. prosinca 2011. (Wayback Machine)